# Oblomok imperii
Oblomok imperii é um filme de drama soviético de 1929 dirigido por Fridrikh Ermler.

## Enredo
O filme se passa durante a Primeira Guerra Mundial. O filme fala sobre um soldado que perdeu a memória e a consciência na frente. Quando ele voltou a si, ele se viu em uma Rússia totalmente nova e socialista.

## Elenco
- Emil Gal
- Sergey Gerasimov
- Yakov Gudkin
- Ursula Krug
- Varvara Myasnikova
- Fyodor Nikitin
- Lyudmila Semyonova
- Valeri Solovtsov
- Vyacheslav Viskovsky
- Aleksandr Melnikov